# Charles-Louis Du Pin
Charles-Louis Du Pin (Lasgraisses, 28 dicembre 1814 – Montpellier, 3 ottobre 1868) è stato un militare francese.
Ebbe un ruolo di notevole rilevanza nella Campagna militare in Messico da parte del secondo impero francese, dove riorganizzò la milizia locale, ma fu anche un personaggio controverso, criticato per i suoi metodi sbrigativi e per le numerose violenze ed atti illeciti commessi durante la campagna militare in centro America.

## Biografia

### La famiglia
Charles Louis Désiré Du Pin, indicato anche come Dupin, nacque il 28 dicembre 1814 a Lasgraisses, figlio di Pierre Paul Charles Louis de Dupin (1769-1823), sindaco di Lasgraisses dal 1814 al 1825, e di sua moglie, Marie-Sophie de Genton de Villefranche che aveva sposato il 18 giugno 1812 a Amarens (Tarn).

### La formazione

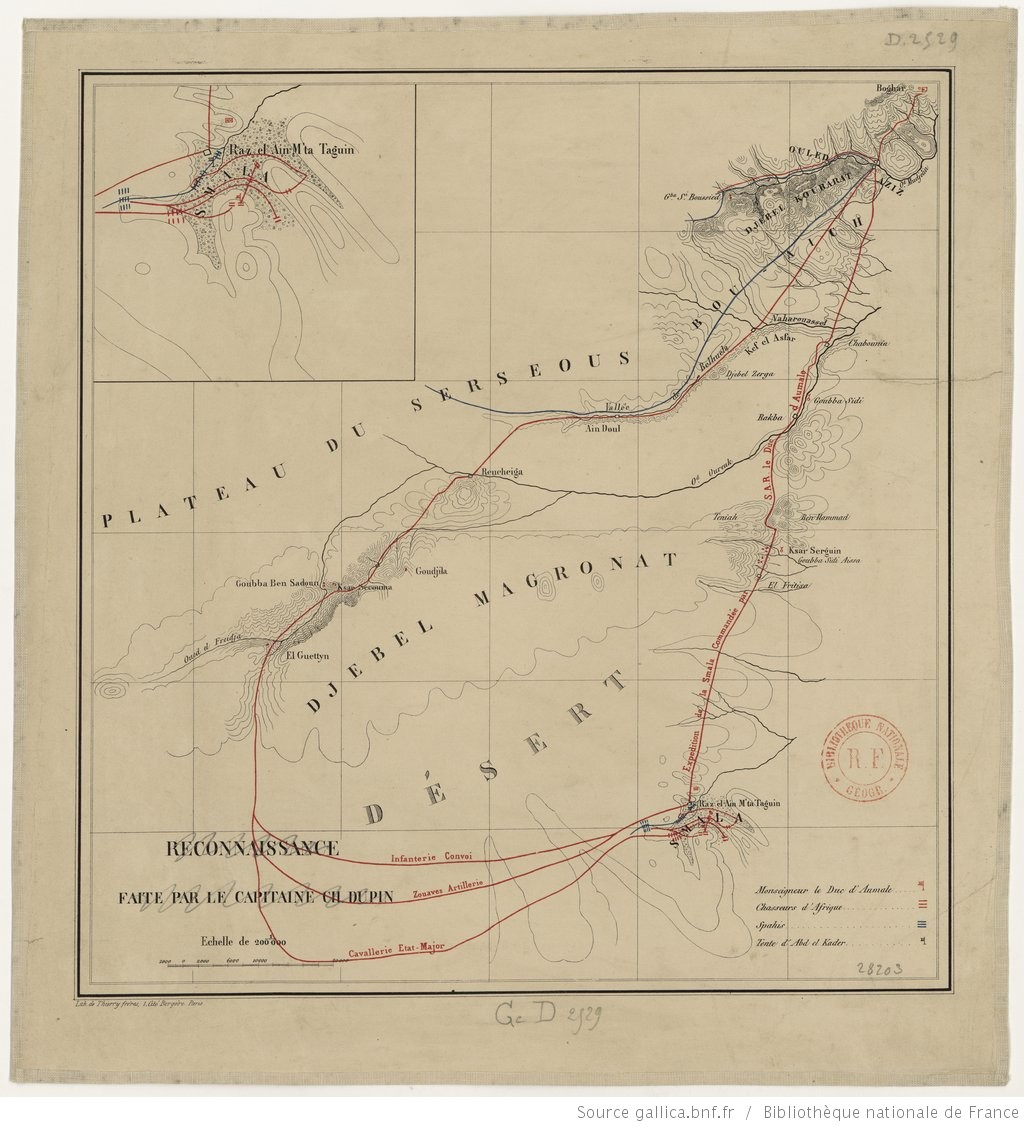
Cartina del deserto algerino stilata da Du Pin

Du Pin ottenne un baccalauréat in lettere a 17 anni e venne inviato a Parigi per prepararsi ad entrare nel concorso della École polytechnique. Uscì dalla medesima scuola nel 1836 col grado di sottotenente. Successivamente completò la propria formazione con un corso all'école d'application du Corps royal d'état-major dal 1 gennaio 1837. Il 23 gennaio 1839 divenne tenente del corpo di stato maggiore.
Il 4 febbraio successivo, venne assegnato al 18º reggimento di fanteria di linea. A partire dal 1º marzo, venne impiegato come topografo per collaborare alla creazione di una cartina militare della Francia, dedicandosi poi anche ad altre mappe dell'Algeria, della Cina e del Giappone ancora oggi particolarmente apprezzate. Promosso capitano il 2 dicembre 1842, il 20 gennaio 1843 venne assegnato al 33º reggimento di linea.

### Le campagne in Algeria

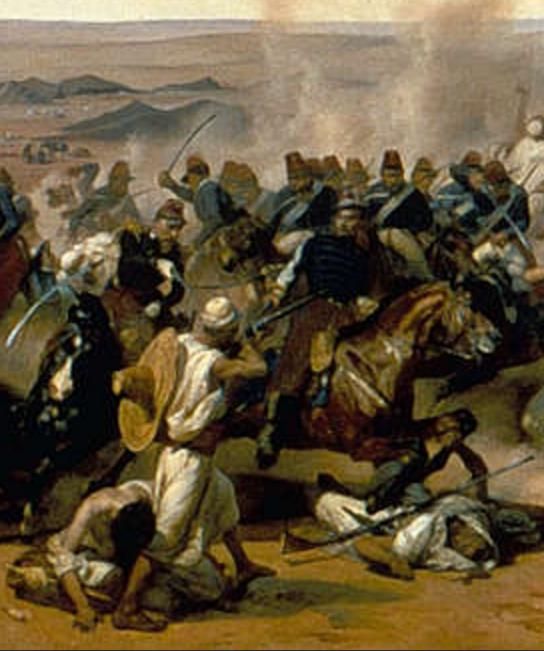
Il capitano Du Pin salva da morte certa il tenente colonnello Morris, nel dipinto di Horace Vernet La battaglia della Samala

Il 10 aprile 1843, Du Pin s'imbarcò a 29 anni col suo reggimento per l'algeria dove prese parte, il 16 maggio 1843, alla presa di Abd el-Kader; durante l'operazione salvò da morte certa il tenente colonnello Morris, comandante del 4º reggimento dei cacciatori d'Africa e per questo atto venne citato dal duca d'Aumale che volle che fosse inserito all'interno del dipinto dello scontro realizzato da Horace Vernet.
Du Pin tornò in Algeria il 20 dicembre 1843 e vi ripartì il 20 gennaio 1844 rimanendovi per i tre anni successivi. Venne citato una seconda volta per azioni lodevoli dal maresciallo Thomas Robert Bugeaud il 28 ottobre 1844, per il combattimento di Flissas El Bahr. Creato cavaliere della Legion d'onore il 27 novembre 1844, il 5 aprile 1845 venne destinato al 2º reggimento corazzieri, passando poi al 1º reggimento dei cacciatori d'Africa. Venne citato nuovamente dal colonnello Camon il 7 marzo 1846 dopo la battaglia di Ben Nahr, e dal generale Joseph Vantini, il 13 marzo dopo quella di Mengren.
Rientrato in Algeria il 2 aprile 1847, Du Pin dall'11 agosto divenne membro dell'8º reggimento cacciatori. Si fece mettere in aspettativa dal 31 marzo 1848 e riprese il suo servizio attivo il 10 maggio successivo, presso lo stato maggiore della 5ª divisione di fanteria di riserva dell'Armée des Alpes. L'11 novembre 1848, venne nominato aiutante di campo del generale Marey-Monge, comandante della 5ª divisione di fanteria della medesima armata.
Nuovamente in aspettativa dal 20 dicembre 1849, riprese il suo servizio il 5 febbraio 1850 presso il generale Marey-Monge, che nel frattempo era stato nominato comandante della 13ª divisione militare a Clermont-Ferrand. Du Pin venne promosso al grado di chef d'escadron il 22 dicembre 1851, e mantenne i suoi impieghi sino al 26 giugno 1852 quando venne destinato al servizio presso il generale Lafontaine, come ispettore generale di fanteria.
Messosi in aspettativa il 31 dicembre 1852, riprese servizio il 15 aprile 1853 presso lo stato maggiore della 10ª divisione ed il 21 maggio 1853 si mise a disposizione del governatore generale dell'Algeria. Prese parte alla spedizione degli zuavi del generale Randon l suo valido servizio venne ricompensato con la croce di ufficiale della Legion d'onore il 29 luglio 1854 ed una nuova citazione il 13 agosto di quello stesso anno.

### Le campagne in Crimea ed in Italia
Du Pin venne destinato quindi allo stato maggiore del generale du Midi il 29 luglio 1854 ed il 9 novembre successivo passò allo stato maggiore della 1ª divisione di fanteria, divenuta in seguito 7ª divisione, e poi alla 4ª divisione del secondo corpo d'armata dell'armée d'Orient con la quale prese parte alla Guerra di Crimea. Esercitò quindi la funzioen di capo di stato maggiore della 1ª divisione (dal 4 agosto 1855) del 2º corpo dell'armée d'Orient, capo di stato maggiore della 1ª divisione del 3º corpo d'armata dell'armée d'Orient (8 settembre 1855), capo di stato maggiore della 7ª divisione di fanteria del 2º corpo d'armata dell'armée d'Orienta (20 ottobre 1855); il 19 settembre 1855, a 40 anni, venne promosso tenente colonnello.
Rientrato in Crimea, venne nominato il 20 giugno 1856 capo di stato maggiore della 3ª divisione di fanteria dell'armata di Lione poco dopo si portò in Corsica come capo di stato maggiore della 17ª divisione militare (29 novembre 1856).
A partire dal 27 aprile 1859, Du Pin prese parte alla campagna d'Italia come capo di stato maggiore della divisione di cavalleria del 1º corpo dell'armata d'Italia, combattendo nella battaglia di Magenta.

### La campagna in Cina
Tornato in Francia, Du Pin divenne capo di stato maggiore della 7ª divisione di stanza a Besançon (8 settembre 1859). Venne nominato il 17 novembre 1859 capo del servizio topografico del corpo di spedizione miliare in Cina, imbarcandosi il 5 dicembre successivo verso l'Oriente; prese parte alla battaglia di Palikao e venne citato dal generale de Montauban per la presa dei forti di Peï-Ho il 21 agosto 1860.

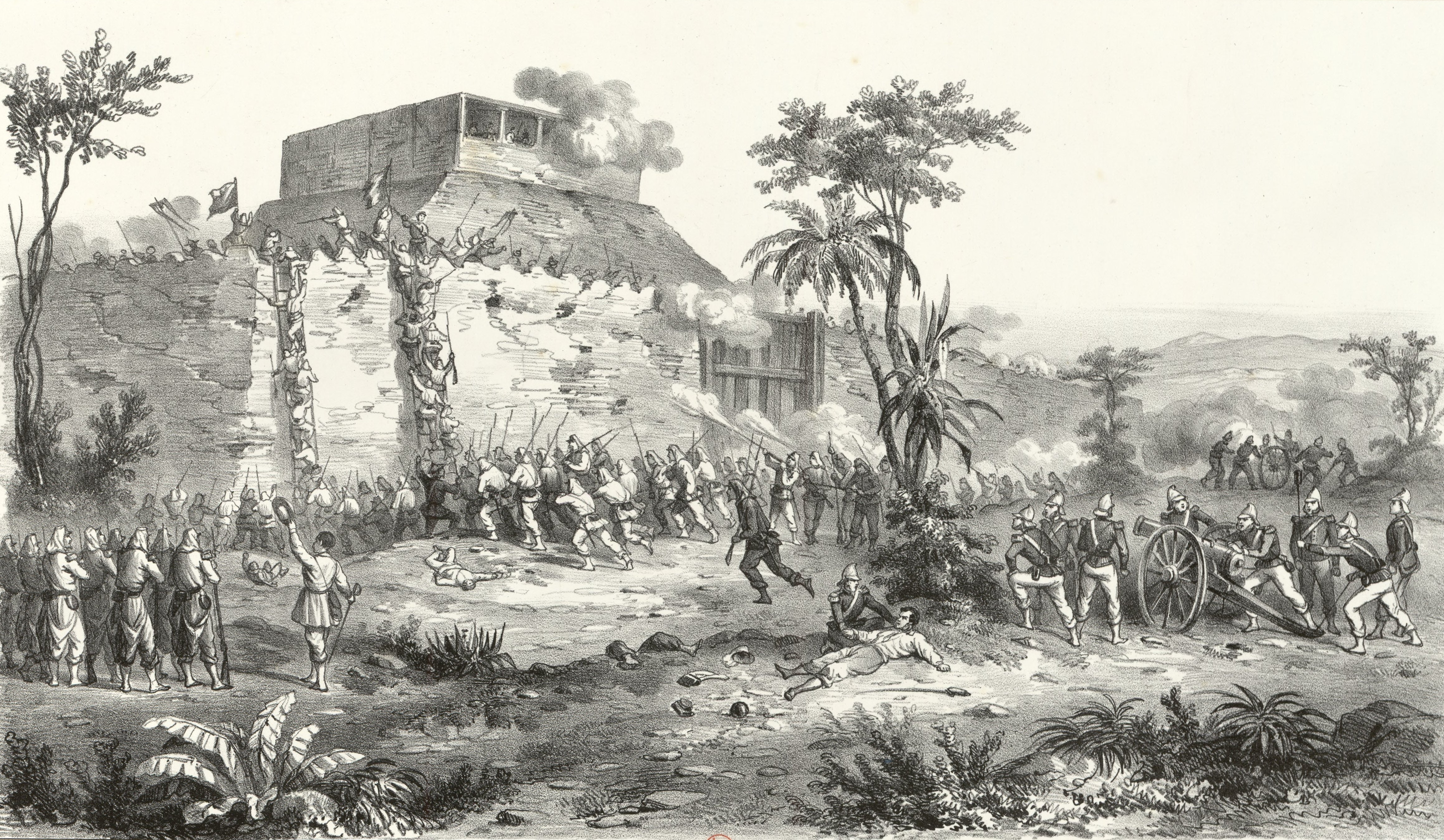
La presa dei forti di Peï-Ho il 21 agosto 1860

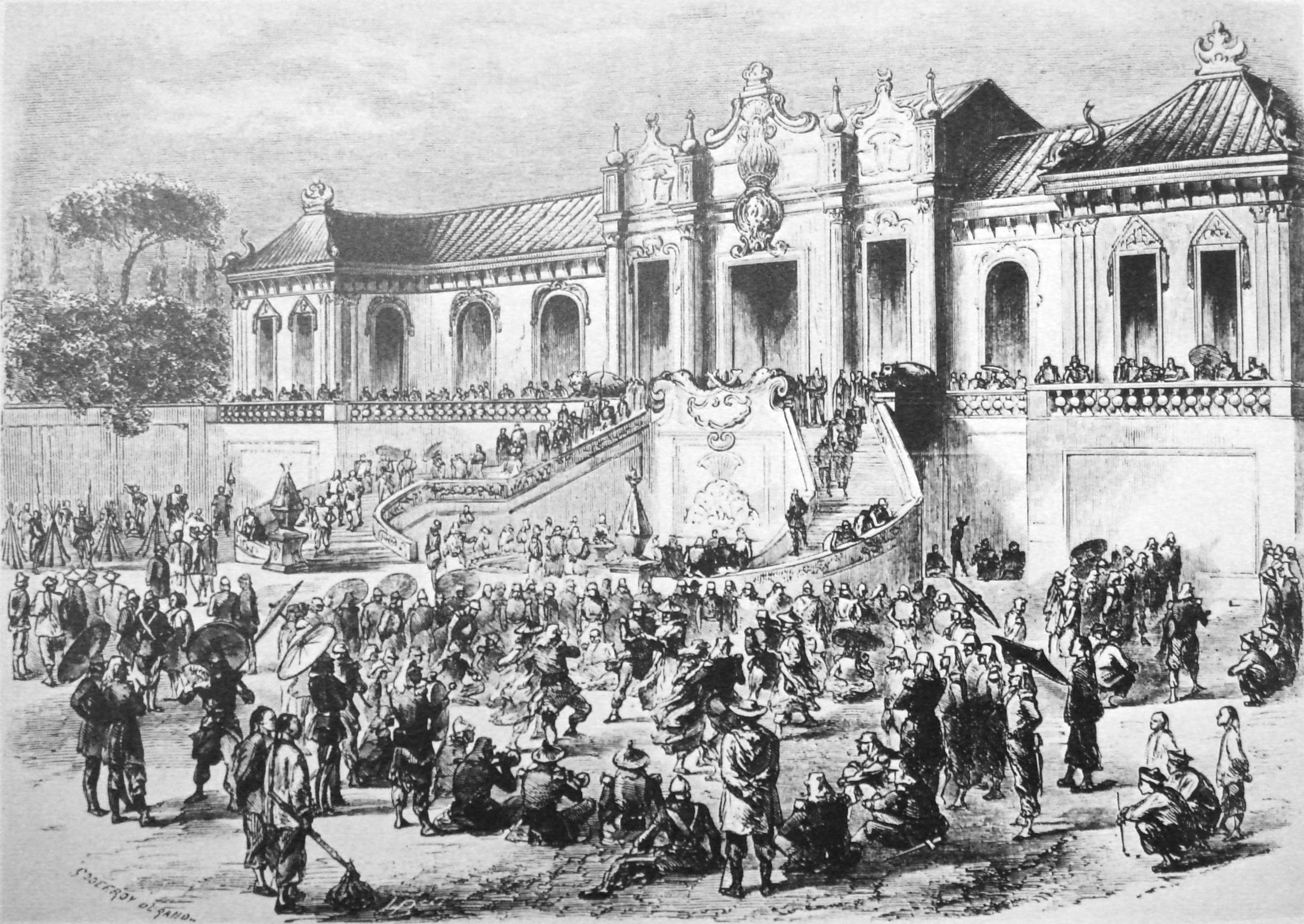
Il saccheggio dell'antico palazzo d'estate da parte delle truppe franco-britanniche nel 1860 durante la seconda guerra dell'oppio.

Il 6 ottobre 1860, scalò le mura dell'Antico Palazzo d'Estate di Pechino con alcuni uomini, permettendo così ai franco-britannici di prendere possesso della struttura senza combattere. Venne promosso colonnello il 7 novembre 1860. Nel gennaio del 1861, ottenne l'autorizzazione a portarsi in Giappone per un viaggio di quattro mesi assieme al giornalista Antoine Fauchery; di questo soggiorno, scriverà un libro pubblicato nel 1868 dal titolo: Le Japon : mœurs, coutumes, description, géographie, rapport avec les Européens. Du Pin era egli stesso un fotografo amatoriale e scattò diverse fotografie al suo arrivo in Cina, in particolare nel 1860 a Shanghai, Chefoo (Yantai), Tientsin (Tianjin), Tung-Chow (Tongzhou) e Pechino. Una trentina delle sue fotografie vennero pubblicate nel 1861 dal celebre fotografo Ferrier & Soulier.
Tornato in Francia, venne confermato colonnello il 4 gennaio 1861 e destinato provvisoriamente ai depositi militari di Parigi il 7 agosto 1861. Con lo pseudonimo di Paul Varin pubblicò un libro dal titolo: Expédition de Chine. L'11 gennaio 1862 venne destinato come capo di stato maggiore del 4º corpo d'armata a Lione.
Du Pin fece nuovamente parlare di sé per la vendita di numerosi oggetti cinesi che egli stesso aveva saccheggiato all'Antico Palazzo d'Estate di Pechino, vendita a cui venne costretto per difficoltà finanziarie data dalle tre principali passioni della sua vita: le donne, il vino, il gioco. La vendita all'asta si tenne presso l'hôtel Drouot. Questo fatto, che potrebbe essere giudicato come "privato" di fatti sollevò un notevole polverone di accuse contro il generale de Montauban che aveva diretto le operazioni del saccheggio, causando scandalo anche allo stesso Napoleone III. Il maresciallo Niel aveva avvertito Randon «dell'effetto deprecabile di una tale vendita per l'opinione pubblica», in particolare perché sembrava scorretto che un militar, per quanto stimato, dovesse lucrare su quello che a tutti gli effetti era stato un saccheggio di guerra eseguito senza rispetto. Napoleone III decise di scrivere al colonnello Du Pin perché si ponesse a riposo dalle proprie attività.

### La campagna in Messico

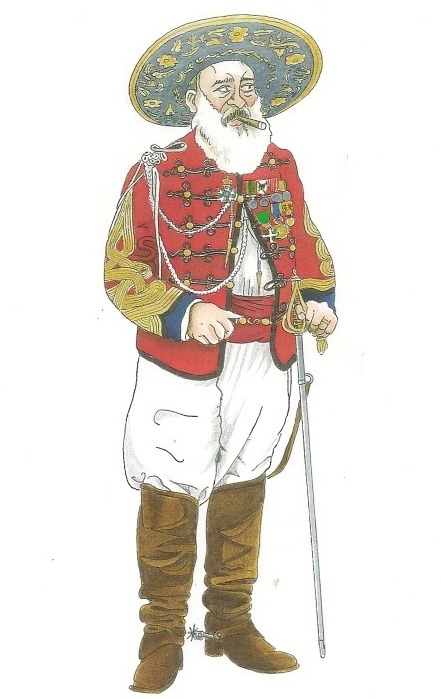
Il colonnello Charles Du Pin, comandante dei contra-guérillas

Du Pin decise di rilanciarsi prendendo parte alla spedizione in Messico. Utilizzando le sue relazioni, ottenne per decisione ministeriale (15 agosto 1862) di essere richiamato in attività e venne destinato al servizio del generale Almonte, incaricato dell'organizzazione dell'esercito imperiale messicano; il 25 agosto, si imbarcò a Cherbourg. Desolato dal totale disinteresse del generale Almonte per l'organizzazione dell'esercito messicano, Du Pin decise di unirsi allo stato maggiore del generale Forey, comandante del corpo di spedizione francese in Messico, a Orizaba.
Nel contempo, i guerriglieri locali misero a dura prova il corpo di spedizione che riuscì difficilmente a tenere la zona di Puebla; venne organizzata una contro-guerriglia privata con reclute internazionali, partendo da lporto di Veracruz. Ad ogni modo quest'operazione mancava di coordinamento da parte dello svizzero Charles de Stoëcklin e degli altri ufficiali francesi responsabili della regione. Questa situazione portò il generale Forey a ricercare un ufficiale francese capace di sviluppare, unificare e coordinare le differenti contro-guerriglie esistenti.
Il generale Forey prescelse a tale scopo proprio il colonnello Du Pin e gli consegnò pertanto il comando della contro-guerriglia nella Tierra caliente, zona compresa tra La Soledad e Veracruz con la missione di inseguire ad oltranza i banditi della Tierra caliente e purgare il paese. Per compiere questa missione, il 20 febbraio 1863, Du Pin riprese servizio al quartier generale di Veracruz e prese il comando delle sue truppe, un gruppo di unità semi-regolari comprendendo un centinaio di uomini di nazionalità differenti, equipaggiati e pagati dall'esercito francese. Sotto la sua guida il gruppo raggiunse le 650 unità, il che gli permise di avere almeno due colonne miste da 250 uomini ciascuna, oltre a truppe di riserva. Questa nuova organizzazione dell'esercito da guerriglia consentì ai francesi di controllare adeguatamente la parte meridionale di Veracruz e Du Pin, dal marzo del 1863, si scagliò a sorpresa coi suoi uomini contro il centro della guerriglia messicana, Tlaliscoya, a 80 chilometri dalla sua base. Dopo la distruzione della compagnia Danjou a Camerone il 30 aprile 1863, Du Pin tenne la propria guarnigione a La Soledad. Postosi in un'area particolarmente esposta ai raids del colonnello messicano Milán e della guardia nazionale di Jalapa del colonnello Camacho, riuscì ad ogni modo nel giugno del 1863 ad occupare temporaneamente Huatusco, una delle basi dei guerriglieri nemici. Il 28 giugno 1863, i suoi uomini riuscirono a mettere in fuga le truppe messicane che avevano preso parte alla battaglia di Camerone e Du Pin venne osannato come il "vendicatore di Camerone".

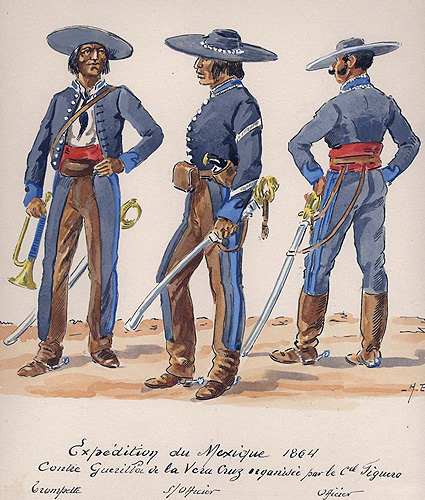
La contro-guerriglia - la spedizione di Veracruz del 1864

Nel dicembre del 1863, malgrado qualche colpo di fulgore come l'attacco al convoglio del colonnello Ferrerer, i guerriglieri messicani vennero obbligati ad abbandonare i loro propositi attorno a Veracruz.
Galvanizzato dai primi successi, Du Pin venne nominato il 6 aprile 1864, governatore di Tampico e della provincia costiera di Tamaulipas. L'11 aprile uscì dalla città per affrontare le brigate dei generali Pavon e Carvajal le quali, forti di 1200 uomini, posero assedio a Temapache, retta dal colonnello Llorente e da 300 messicani alleati dei francesi. La colonna dei controguerriglieri, per quanto inferiore di numero agli attaccanti, riuscì a giungere alle spalle di Pavon e Carvajal e ruppe l'assedio. Il 18 aprile, Du Pin con un assalto riuscì a disperdere le forze delle due brigate messicane a San Antonio.
Con la pacificazione dell'area a sud di Tamaulipas, Du Pin poté quindi puntare sulla riorganizzazione del suo corpo di volontari portandolo ad un numero effettivo di 1000 oltre a 500 unità regolari. Le truppe di Benito Juárez disponevano del cosiddetto corpo de Los diablos colorados ("i diavoli colorati") in ragione del colore rosso della loro giacca oltre che dei cavalieri del 1º squadrone de Los camiceros colorados.
Due mesi dopo, Du Pin programmò una nuova operazione contro i guerriglieri ad ovest ed a nord di Tampico, scontrandosi con i guerriglieri del generale Casato e del tenente colonnello Perez, oltre che con la brigata del generale Pavon agli ordini del colonnello Mascarenas nel corso di due scontri presso Planteadores il 7 luglio 1864 ed a Tantima il 30 luglio. In agosto, le truppe francesi potevano controllare un territorio di 10.000 km2 con 1500 uomini grazie alla leggerezza delle colonne organizzate da Du Pin e dalla loro flessibilità di utilizzo. Per poter meglio controllare e difendere tutte le aree, Du Pin decise di creare dei distaccamenti locali, il primo dei quali venne istituito nel maggio del 1864 a Tampico agli ordini del colonnello messicano Prieto con due compagnie da 123 uomini ciascuna, di base sul forte locale.
I generali superiori concessero a Du Pin carta bianca visti i successi ottenuti, ma questo fece sì che le truppe dei contro-guerriglieri francesi prendessero il controllo di diversi circuiti economici e delle principali rotte commerciali di Tamaulipas, fatto che generò una serie di affari illeciti, in particolare sul traffico di armi e munizioni. Ovviamente, poi, il trattamento di favore ricevuto fece sì che Du Pin si attirasse le gelosie di altri ufficiali del corpo di spedizione francese in Messico.

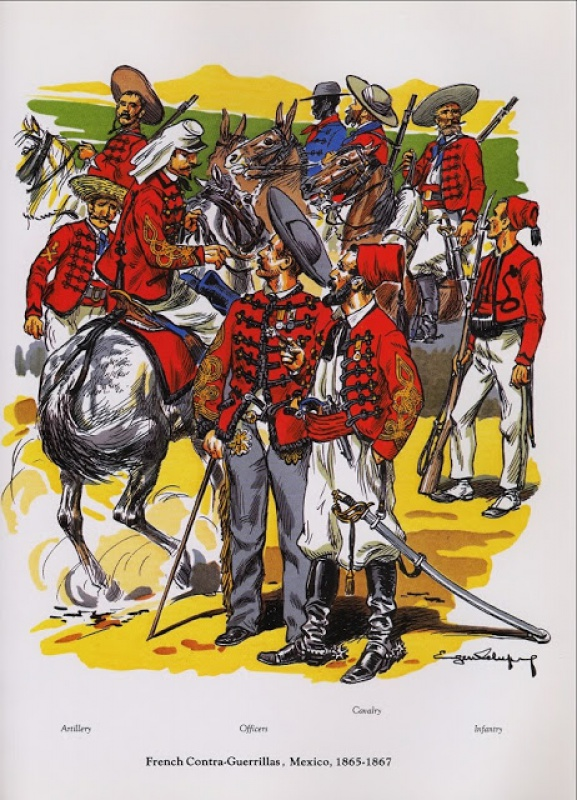
Contro-guerriglieri francesi in Messico 1865-1867

Du Pin impiegò tra le sue truppe, come ausiliari, anche numerosi indiani locali il che provocò l'indignazione di diversi messicani e francesi al suo seguito. La banda di soldati-briganti al comando di Du Pin, la sua folta barba bianca e la sua uniforme messicano-ungherese eclatante e bizzarra con le sue pistole nella cintura, divennero un tratto distintivo della campagna francese in Messico di quegli anni. Sui territori controllati dai suoi uomini, Du Pin emise dei decreti firmati il governatore Charles Du Pin.
Du Pin si distinse però anche per i suoi metodi sbrigativi, in particolare per l'applicazione di metodi di esecuzione locali che erano giudicati impropri dai soldati europei come ad esempio l'interrare i prigionieri con la sola testa sporgente e farli caricare dai cavalli in corsa. Egli era solito inoltre eliminare fisicamente i cittadini sospettati di collaborazionismo, così come si rese colpevole dell'incendio di diversi villaggi. Le autorità del governo rivoluzionario messicano misero una taglia sulla sua testa di 100.000 franchi, ma tutto fu vano. Messosi al servizio della causa dell'imperatore Massimiliano I del Messico, decise di chiudere ben presto le operazioni militari nell'area e nell'aprile del 1865 fece ritorno in Francia, venendo rimpiazzato dal capitano Ney d'Elchingen. Il 26 dicembre 1864 ottenne la commenda della Legion d'onore.
Al suo ritorno in Francia, però, lo attese l'accusa di aver fatto fortuna illecitamente in Messico oltre che di aver dirottato per sé dei fondi destinati al suo corpo di soldati. Per quanto sia ad oggi innegabile che Du Pin abbia fatto fortuna in Messico, seppe ad ogni modo portare alla Francia dei risultati incontestabili sotto l'aspetto militare, anche se parallelamente in patria una campagna di stampa iniziò a scagliarsi contro di lui e contro il suo operato, in particolare per i modi barbari della sua amministrazione. Du Pin venne sollevato dalle accuse, ma ne uscì sconfortato e chiese pertanto a Napoleone III di essere rinviato in Messico. Apprezzando comunque l'impegno del soldato, il sovrano lo pose a disposizione del maresciallo Bazaine senza, naturalmente, consultare quest'ultimo, il quale ovviamente fu contrariato di avere Du Pin tra i propri uomini in quanto tra i due non correva buon sangue. A gennaio del 1866, l'homme terrible sbarcò a Veracruz in Messico, ma questa volta Bazaine si rifiutò di accoglierlo. Du Pin finì per essere rimpiazzato, questa volta definitivamente, alla testa dei contro-guerriglieri da Gaston De Galliffett.

### Gli ultimi anni
Messo a disposizione dal 25 marzo 1867, venne ricompensato comunque per i suoi sforzi con la nomina, il 16 agosto successivo, al ruolo di capo di stato maggiore della divisione di cavalleria del 4º corpo d'armata e poi, dal 27 agosto, capo di stato maggiore della 10ª divisione militare di stanza a Montpellier.
Morì l'anno successivo, il 3 ottobre 1868 a causa di una meningite, a 53 anni, presso l'Hôtel-Dieu Saint-Éloi di Montpellier.
Il generale Du Barail, nella sua opera Mes Souvenirs, disse di lui:
Il suo manoscritto dal titolo Historique de la contre-guérilla des terres chaudes du Mexique (1865) è conservato oggi al Service historique de la Défense, con le fotografie da lui scattate.